# Etclorvinol
El etclorvinol es un sedante e hipnótico que se emplea en el tratamiento a corto plazo del insomnio. Tiene un inicio rápido de acción pero de corta duración. Posee propiedades anticonvulsivas y relajantes musculares. El etclorvinol posee acciones farmacológicas muy semejantes a las de los barbitúricos. 

## Usos principales
El insomnio es la principal condición médica tratada con este fármaco, aunque también se ha usado como tranquilizante. El compuesto ha sido empleado para ayudar a aliviar el dolor, en la hipótesis de que sus cualidades calmantes y la inducción del sueño, puede permitir que los analgésicos funcionen mejor. Aunque el etclorvinol se considera seguro para los adultos bajo supervisión médica, el personal médico normalmente no administra el medicamento a niños, dado que las pruebas oportunas de impacto sobre los menores no se han llevado a cabo. Normalmente, el medicamento no está pensado para usarse por más de una semana, en vista de que dosis por más tiempo incrementa el riesgo de efectos adversos. La sustancia se introdujo en la década de 1950 y se considera pasada de moda. Ha sido hoy en día sustituida por nuevos fármacos que son más efectivos y que tienen menos efectos adversos.

## Mecanismo de acción
Aunque el mecanismo de acción exacto es desconocido, el etclorvinol parece deprimir el sistema nervioso central de una manera similar a la de los barbitúricos. Los barbitúricos se ligan a un sitios de unión distintos asociados con un ionóforo de cloro en el receptor GABA, aumentando la duración de tiempo durante el cual el ionóforo de cloro está abierto. El efecto inhibidor post-sináptico del GABA en el tálamo es, por lo tanto, prolongado.

## Farmacocinética
El etclorvinol se absorbe con rapidez y se distribuye con amplitud después de su administración oral. Se manifiesta cinética de dos compartimientos, con una semivida de distribución de 1 a 3 horas y una semivida de eliminación de 10 a 20 horas. Por tanto, lo que dura la acción del fármaco es relativamente poco, y puede ocurrir despertar temprano por la mañana después de la administración a la hora de dormir. Termina por destruirse cerca de 90% del medicamento en el hígado. El etclorvinol se utiliza como un hipnótico a corto plazo para el tratamiento de insomnio. La redistribución acorta a 4 o 5 horas lo que dura la acción de dosis únicas, lo cual puede ocasionar despertar temprano por la mañana.

## Efectos adversos
Los efectos adversos más frecuentes del etclorvinol son sabor a menta, mareos, náuseas, vómito, hipotensión y adormecimiento facial. Es también relativamente frecuente una resaca leve. Algún paciente reacciona con hipnosis profunda, debilidad muscular y síncope no relacionado con hipotensión notable. Las reacciones idiosincrásicas varían desde estimulación leve hasta excitación notable e histeria. Las reacciones de hipersensibilidad consisten en urticaria, trombocitopenia poco frecuente pero a veces letal y, en ocasiones, ictericia colestática.
Otros efectos adversos atribuibles al etclorvinol han incluido vértigo transitorio o ataxia, que se ha atribuido a la absorción muy rápida del fármaco y que se puede minimizar tomando el medicamento con alimentos o con leche. Unos pocos casos de erupción cutánea, incluyendo urticaria, y algunos casos de trombocitopenia, incluida una muerte, se han atribuido a la administración etclorvinol. Ictericia colestásica en asociación con la terapia con etclorvinol se ha comunicado muy raramente. En raras ocasiones, se ha producido ambliopía tóxica después de uso a largo plazo de etclorvinol. Aunque la ambliopía es generalmente reversible, algunos pacientes han sufrido permanentes defectos visuales. En ocasiones, los pacientes parecen ser desusadamente sensibles al etclorvinol y experimentar hipnosis prolongada, debilidad muscular profunda, excitación, histeria o síncope sin hipotensión marcada después de dosis habituales de la droga.

## Toxicidad
La intoxicación aguda es similar a la causada por los barbitúricos, salvo por depresión respiratoria más grave y bradicardia relativa. El etclorvinol puede intensificar el metabolismo hepático de otros fármacos como los anticoagulantes orales y está contraindicado en los pacientes con porfiria intermitente. Las reacciones idiosincrásicas consisten en excitación notable, sobre todo en presencia de dolor.

## Uso en embarazo
El etclorvinol no debe utilizarse durante el primero y segundo trimestre del embarazo. Cuando se toma durante el tercer trimestre del embarazo, el fármaco puede producir depresión del SNC y síntomas transitorios de abstinencia en el recién nacido.

## Factores de abuso
La administración diaria de 1 g de etclorvinol durante 4 o 5 meses puede producir una dependencia física que desencadena síntomas de abstinencia cuando la droga se suspende repentinamente. Debido al potencial de la droga para inducir la dependencia, la administración prolongada de etclorvinol no se recomienda. Generalmente, los expertos consideran que la tolerancia es un desarrollo típico. Tomar droga suficiente como para producir dependencia también puede producir trastornos del habla, amnesia, incoordinación, temblor, dificultad para la visión y entumecimiento facial. 

## Síndrome de abstinencia
La droga tiene un síndrome de abstinencia que no se inicia sino hasta días después de que la dosis cesa de repente. La retirada puede incluir los síntomas de dependencia que se han señalado anteriormente, además de excitabilidad, convulsiones, delirio, alucinaciones, nerviosismo y pérdida de las reacciones emocionales normales. Los síntomas de abstinencia pueden parecerse a los del delirium tremens, y algunas veces son sugestivos de una reacción esquizofrénica que son especialmente graves en pacientes de edad avanzada.

### Tratamiento por síndrome de abstinencia
El tratamiento estándar consiste en el restablecimiento temporal de la droga seguida por una reducción progresiva de las dosis, pero el fenobarbital tiene suficiente tolerancia cruzada para usarse como sustituto para este propósito. Normalmente la desintoxicación es lo suficientemente delicada como para requerir hospitalización.

## Inconvenientes
Debido a que la droga causa somnolencia, se debe evitar usar maquinaria peligrosa (como automóviles) mientras se esté bajo la influencia de la droga. Los síntomas de intoxicación por etclorvinol son similares a los de la intoxicación por alcohol. La droga puede causar náuseas, vómitos, mareos y desmayos. También han sido reportados confusión, tartamudeo, dolor de cabeza intenso y pérdida general de energía. El abuso intravenoso de la droga ha causado vómitos, baja en la presión arterial y la temperatura corporal, daño al hígado, acumulación de líquido en los pulmones y coma. Las personas que padecen porfiria deben evitar el etclorvinol. La porfiria es una enfermedad que puede causar repentinas explosiones violentas, y la enfermedad puede ser promovida por el etclorvinol. La sustancia también debe ser evitada por personas que sufren de "reacciones paradójicas" a los barbitúricos o al alcohol. Una reacción paradójica es un efecto opuesto al esperado, por ejemplo, los barbitúricos causan hiperactividad en lugar de tranquilidad. En un accidente inusual la droga cayó en los ojos de una persona y dañó gravemente las córneas. Las cápsulas de una preparación de etclorvinol llamado Placidyl® incluye el colorante Amarillo n.º 5 (tartrazina), que puede causar ataques de asma en algunas personas.

## Información adicional
La administración concomitante de etclorvinol y amitriptilina se ha reportado que produce delirio transitorio. Pendiente de documentación adicional de esta interacción, el etclorvinol debe utilizarse con precaución y en dosis reducidas en pacientes que reciben antidepresivos tricíclicos. Las personas no deben usar el etclorvinol junto con otros depresivos (incluyendo alcohol y barbitúricos) o con inhibidores de la monoaminooxidasa (IMAO, incluido en algunos antidepresivos y otros medicamentos). El etclorvinol puede interactuar con medicamentos que se administran para prevenir los coágulos sanguíneos. En los animales inyectados con THC, el principal componente activo de la marihuana, el etclorvinol se vuelve más potente de lo habitual.

## Estado legal
El etclorvinol no se comercializa en Estados Unidos. En México no se ha comercializado por lo que no pertenece a ninguno de los grupos de control, sin embargo, aún se encuentra bajo fiscalización internacional.